# Marszałek wojsk inżynieryjnych
Marszałek wojsk inżynieryjnych (ros. маршал инженерных войск) – stopień wojskowy w wyższym korpusie oficerskim Armii Czerwonej, Armii Radzieckiej i Siłach Zbrojnych Federacji Rosyjskiej, poniżej stopnia główny marszałek wojsk inżynieryjnych, równorzędny ze stopniem generała armii (w marynarce wojennej – admirała floty. Wprowadzony dekretem Prezydium Rady Najwyższej ZSRR z 16 stycznia 1943, był nadawany do 26 kwietnia 1984. Nie przewidziany w Siłach Zbrojnych Federacji Rosyjskiej.

## Marszałkowie wojsk inżynieryjnych
- Michaił Worobjow (21 lutego 1944);
- Aleksiej Proszlakow (6 maja 1961);
- Wiktor Charczenko (16 grudnia 1972);
- Arcził Giełowani (28 października 1977);
- Siergiej Aganow (7 maja 1980);
- Nikołaj Szestopałow (6 maja 1981).